# بج!
بج! هي لعبة فيديو منصة تم تطويرها بواسطة ريل تايم أسوسيتس ونشرتها سيجا في الأصل لوحدة التحكم الخاصة بها، سيغا ساترن. تم إصدارها لأول مرة: في أمريكا الشمالية، في عام 1995؛ بعد أسابيع فقط من إطلاق ساترن نسختها الخاصة في أوروبا في 15 سبتمبر 1995؛ وفي اليابان في 8 ديسمبر 1995. تم إضافتها أيضًا إلى ويندوز 3.1x وويندوز 95 في عام 1996 بواسطة بيم سوفتوير. والجدير بالذكر أن اللعبة هي واحدة من أقدم الأمثلة على ألعاب المنصات ثلاثية الأبعاد، فضلاً عن كونها واحدة من أولى ألعاب المنصات التي تم إصدارها على ساترن. ومع ذلك، فإن أسلوبها في نظام المنصات ثلاثي الأبعاد يقتصر على مسار واحد، على عكس العديد من الألعاب من نفس نوعها التي تسمح بالحركة غير المقيدة في جميع الاتجاهات.
تدور أحداث اللعبة حول «بج»، الحشرة الخضراء - وممثل في هوليوود - الذي يأمل في اكتساب الشهرة من خلال هزيمة الملكة كادافرا الشريرة. تم تطوير اللعبة مع الأخذ في الاعتبار احتمال أن تصبح الشخصية تميمة لساترن. كان هذا بسبب عدم وجود لعبة القنفذ سونيك في وقت إطلاق وحدة التحكم؛ ومع ذلك، بج! فشل في جذب انتباه المستهلكين، لكنه تلقى تقييمات إيجابية عند صدوره. أشاد النقاد برسومياتها وتأثيراتها المرئية الملونة، ولكن تم انتقاد موسيقى اللعبة والتمثيل الصوتي.
تم إصدار تتمة، بج تو!، لنظام ساترن في عام 1996.

## اللعب
بج! هي لعبة منصة ثلاثية الأبعاد تدور حول اللاعب الذي يتقدم بأمان عبر مستويات مختلفة. تدور أحداث اللعبة في «جزيرة بج» وتتكون من ستة عوالم مكونة من ثلاثة مستويات لكل منها، ويبلغ كل مستوى أخير ذروته في معركة زعماء إلزامية. يأتي الأعداء في شكل حشرات، ورخويات، وزواحف، وبرمائيات، وعناكب. يتم هزيمة الأعداء من خلال القفز عليهم، أو من خلال استخدام قوة خاصة يتم تجميعها في اللعبة، والتي تسبب أضرار ناتجة من البصاق والصدمات الكهربائية. ينتهي كل مستوى عندما يقفز اللاعب على «بج ستوب»، والتي ستجعل اللاعب يتقدم إلى المستوى التالي. يحتوي كل مستوى على عناصر قابلة للتحصيل: 1-أبس تزود اللاعب بعمر إضافي، وجمع قلب سيعيد نقطة حياة واحدة للاعب، بينما عصير بج سيعيد ملئه بالكامل، وجمع عملة سيسمح لللاعب بأن يشارك في جولة إضافية حيث يتم منحه الفرصة لكسب المزيد من الأرواح. إذا نفد عصير بج من اللاعب، يفقد حياة.
العناصر القابلة للتحصيل توجد على شكل بلورات زرقاء منتشرة في جميع أنحاء مستويات اللعبة. إذا جمع اللاعب 100 منهم، فسوف يكسب حياة إضافية مع أيقونة اليعسوب، حيث يلزم وجود ثلاثة أيقونات للاعب للمشاركة في جولة إضافية خاصة تتضمن مطاردة حلقة اليعسوب. بالإضافة إلى ذلك، يمكن للاعب جمع قوة خاصة والتي ستمكنه من هزيمة الأعداء على الفور. تأتي هذه في شكل هجمات من «صدمة» و «بصق». الأول يسمح لـ بج بإطلاق مقذوفات من اللعاب، والأخيرة تطلق صاعقة من الكهرباء. المستويات التي ظهرت في بج! خطية - يمكن للاعب التحرك في أربعة اتجاهات فقط على الرغم من ظهور اللعبة بأبعاد ثلاثية كاملة. بالإضافة إلى المشي على نظام شبكي، يمكن للشخصية أيضًا أن تمشي على الجدران وأن تكون مقلوبة رأسًا على عقب.
تدور أحداث اللعبة حول شخصية بج، وهو ممثل في هوليوود يأمل في تحقيق «أكبر شهرة له». يقرر بج الاشتراك في الدور الرئيسي في فيلم أكشن قادم، حيث يتم اختطاف صديقته من قبل الملكة كادافرا الشريرة ويجب أن ينطلق لإنقاذها.

## التطوير والإصدار
بج! تم اعتباره كواحد من ثلاثة مرشحين «للتميمة المحتمَلة» لوحدة تحكم سيغا ساترن القادمة في عام 1994، بسبب عدم وجود لعبة القنفذ سونيك عند إطلاق وحدة التحكم. المرشحون المحتملون الآخرون هم منصات كلوك وورك نايت الـ 2.5 دي (والتي ظهرت قبل وقت قصير من بج!، عند إطلاق ساترن في أمريكا الشمالية) وأستال، التي تم إصدارها لاحقًا في عام 1995. كان يُعتقد أن شخصية بج قد قلدت مظهر القنفذ سونيك وموقفها من أجل جعلها تميمة فعالة. في معرض الإلكترونيات الاستهلاكية في لاس فيغاس في عام 1995، أعلن ستيفن سبيلبرغ أن بج كانت الشخصية «التي ستقدم النجاح» لساترن. طورت ريل تايم أسوسيتس اللعبة باستخدام محطات عمل سيليكون غرافيكس، والتي تم استخدامها بعد ذلك لاستخلاص شخصيات اللعبة مسبقًا ثم تحويلها إلى رسوميات متحركة - على غرار العملية المستخدمة في دونكي كونغ كونتري.
وفقًا للمنتج ستيف أبور، «بمجرد أن بدأنا نعمل على بج!، كنا نلتقي مرتين في الأسبوع للحديث عن طريقة اللعب، لبحث التفاصيل بعمق وتحديد ما يمكن أن يفعله النظام. لم نتمكن من تضمين بعض الأفكار، مثل»أنيماشن الانتظار«حيث كان بج يقفز لأعلى وينزل لأسفل أمامك مباشرة.»
بج! كان أحد أقدم الأمثلة على لعبة منصات ثلاثية الأبعاد. كانت أيضًا أول لعبة منصة يتم إصدارها على ساترن في أوروبا. بحلول نهاية عام 1995، كان هناك 150,000 نسخة من بج! تم بيعها في الولايات المتحدة، مما يجعلها ثاني أكثر لعبة لساترن شعبية بعد دايتونا يو إس أيه. وفقًا لسيغا، كانت المناقشات جارية حول مسلسل رسوم متحركة تلفزيوني، بالرغم من أن هذا لم يتحقق أبدًا. تم إصدار تتمة مباشرة، بج تو! لنظام ساترن في عام 1996.

### التقييم
| استقبال |                       |
| --- | --------------------- |
| مجموع النقاط المجموع نقاط غيم رانكينغز 84% [ 10 ] (Saturn) 55% [ 11 ] (PC) نتائج المراجعة نشرة نقاط أول غيم [ 12 ] إلكترونك غيمينغ مونثلي 7.875/10 [ 13 ] غيم إنفورمر 9/10 [ 14 ] نيكست جينرايشن [ 15 ] |                       |
| مجموع النقاط |                       |
| المجموع | نقاط                  |
| غيم رانكينغز | 84% (Saturn) 55% (PC) |
| نتائج المراجعة |                       |
| نشرة | نقاط                  |
| أول غيم | [ 12 ]                |
| إلكترونك غيمينغ مونثلي | 7.875/10              |
| غيم إنفورمر | 9/10                  |
| نيكست جينرايشن | [ 15 ]                |

بج! تلقت تقييمات إيجابية عند إصدارها. إصدار ساترن لديه متوسط 84 في المائة على غيم رانكينغز، بناءً على مجموع مراجعتين، وإصدار الكمبيوتر الشخصي لديه متوسط 55 في المائة، بناءً على مجموع مراجعتين.
وأشاد النقاد بالرسومات ثلاثية الأبعاد. وصفها جميع المراجعين الأربعة لـ إلكترونك غيمينغ مونثلي بأنها مثيرة للإعجاب، حيث أوضح سوشي-إكس أن «الرسوميات الرائعة ذات التقنية العالية تُظهر حقًا ما يمكن أن يفعله ساترن.» يعتقد أندي ماك نامارا من غيم إنفورمر أن المرئيات في اللعبة هي أقوى ميزة لها، مشيرًا إلى أن الرسوميات «المذهلة» كانت «ربما أفضل جزء من بج!». في نفس التقييم، أثنى بول أندرسون على ميزة اللعبة في الاستخلاص المتقدم للغرافيك الخاص بشخصيات اللعبة. لي نوتر من مجلة سيغا ساترن شعر بخيبة أمل لأن اللعبة لم تكن ثلاثية الأبعاد حقيقية، على الرغم من أنه أعلن أنها كانت لعبة «سلسة ومذهلة حقًا». أشاد مايك ويغان من شركة غيم برو بمستويات اللعبة الكبيرة والمفصلة بصريًا، بينما أكد أن الرسوميات كانت «ممتازة». مراجع من إنترتينمنت ويكلي وصف بج! كواجهة عرض «مبهرة لرسوميات ساترن ثلاثية الأبعاد».
اعتقد مارك ريد من ماكسيمم أن اللعبة كانت عبارة عن «خليط» من ناحية الرسوميات، مشيدًا بالعفاريت والرسوم المتحركة المحددة جيدًا بينما انتقد الخلفيات، مشيرًا إلى أنها تبدو «غالبًا مزدحمة جدًا» ومتكررة، على الرغم من اعترافه بأنها تحسنت في المستويات اللاحقة. يعتقد نيل ويست من مجلة نيكست جينيراشن أن الرسوميات كانت «قوية»، على الرغم من إدراكه أن اللعبة كانت في الغالب عبارة عن انتقال مباشر من تنسيق ثنائي الأبعاد إلى تنسيق ثلاثي الأبعاد. كريس بروسدر من أوول غيم اعتقد أن الرسوميات أضافت إلى التجربة الكلية للعبة، مشيرا إلى أن الشخصيات كانت ملونة وذات «شكل كرتوني»، على الرغم من أنه لاحظ أن بعض البنيان كان «ضخم» عند التكبير. أشاد أماليو جوميز من هوبي كونسولاس باستخلاص رسوميات العفاريت واعتبر أن البيئات ثلاثية الأبعاد «جميلة»، مشيرًا إلى أن اللعبة استفادت من قوة وإمكانيات ساترن.
تم الإشادة بموسيقى اللعبة ومؤثراتها الصوتية، على الرغم من أن الحوار قوبل بالنقد. لم يحب ماكنمارا التمثيل الصوتي لشخصية بج، مشيرًا إلى أنه كان قريب جداً من «جكس -وانتا-بي». أشاد فايغاند بموسيقى الجاز، والغناء، والموسيقى الخلفية، على الرغم من أنه لا يوافق أيضًا على صوت بج المزعج و«الأنفي الرتيب». ريد شعر بخيبة أمل من الجانب الصوتي للعبة، معتبرا أن مجموعة شرائح ساترن لم تستخدم بكامل إمكاناتها لأنها أنتجت موسيقى باهتة. بالإضافة إلى ذلك، ذكر ريد أن عينات صوت بج كانت «مؤسفة للغاية» ومزعجة. ومع ذلك، ذكر برويزر أن الأصوات تضيف إلى تجربة اللعبة بشكل عام وكانت ذات جودة عالية، على الرغم من أنه شعر بالضيق لأن الأصوات تكرر نفسها «مرارًا وتكرارًا». أشاد جوميز بالتأثيرات الصوتية والموسيقى، قائلاً إن الموسيقى كانت «شديدة» وأن المؤثرات الصوتية تزيد من «واقعية» تصرفات اللاعب.
على الرغم من أنهم قالوا إن المستويات يمكن أن تكون طويلة للغاية، لا سيما في ضوء عدم وجود ميزة الحفظ أو كلمة المرور، إلا أن مراجعي إلكترونك غيمينغ مونثلي كانوا سعداء للغاية بطريقة اللعب. لخص إد سيمراد أن «بج! هي نوع اللعبة التي ستضع سيغا ساترن في المقدمة. لديها نظام تحكم جيد وتنوع كافٍ للحفاظ على ميول اللاعبين».

## روابط خارجية
- نسخة استعراضية لبج! لـ ويندوز 95 على الموقع الرسمي لشركة سيجا
- بج! في ساتاكوري